# Požární ochrana
Požární ochrana je souhrn opatření, kterými lze zabránit vzniku požáru nebo omezit jeho ničivé důsledky.
V ČR je problematika požární ochrany upravena zákonem o požární ochraně 133/1985 Sb ve znění pozdějších předpisů, který stanovuje každému člověku povinnost počínat si tak, aby nezavdal příčinu ke vzniku požáru. V případě, že již požár vznikne je stanovena povinnost poskytnout součinnost při jeho zdolávání kromě případu, že by to vedlo k vystavení se vážnému nebezpečí.

## Hlavní povinnosti právnických osob ve vztahu k protipožární ochraně
vyplývající z § 5 a § 6 zákona 133/1985 (stručné shrnutí hlavních povinností)
- zabezpečit v dostatečném množství potřebnou protipožární techniku (např. hasicí přístroje, hydranty, ap.) a řádně označit umístění této techniky
- udržovat volné příjezdové cesty a nástupní prostory pro hasební techniku
- udržovat v použitelném stavu nouzové východy
- udržovat volné přístupy k hlavním vypínačům a uzávěrům
- vytvořit požární poplachové směrnice a s těmito prokazatelně všechny seznámit
- provádět pravidelné kontroly (provádí technik požární ochrany nebo preventista)

## Preventivní požární hlídka
vyplývající z § 13 zákona 133/1985 (stručné shrnutí)
Právnická osoba nebo fyzická osoba podnikající má povinnost zřídit požární hlídku v prostorách, kde splněny podmínky minimálně třech zaměstnanců a současně zvýšeného nebo vysokého požárního nebezpečí nebo v dalších vybraných případech, je-li tak stanovenou místní úpravou.
Hlídka kontroluje dodržování předpisu a kontroluje, zda nevzniká požár. V případě vzniku požáru se podílí na hašení.

## Přivolání jednotky požární ochrany
V ČR je pro přivolání jednotky požární ochrany používáno tísňové telefonní číslo "150".
Alternativně lze použít i jednotné evropské číslo tísňového volání "112".

Zákon o požární ochraně pamatuje v § 78 odst f) i na možnost vědomého bezdůvodného přivolání požární jednotky, což je posuzováno jako přestupek s možností uložení pokuty do 20 000 Kč.

## Doporučení pro protipožární ochranu v domácnosti
Před odchodem vždy zkontrolovat: zdroj
- vypnutí hořáků plynového sporáku
- vypnutí elektrických plotýnek a trouby
- vypnutí a odložení na bezpečné místo nebo vyčkání vychladnutí na bezpečnou teplotu u žehličky
- uhašení všech lokálních zdrojů plamene nebo žhnutí (svíčky, vonné lampy, cigarety, ap.)
- Vypnutí potenciálně nebezpečných typů topidel
- Při opuštění domácnosti na delší dobu je vhodné vypnout i další zbytné elektrické spotřebiče.

Domácnost lze rovněž vybavit požárními hlásiči, které včas varují obyvatele domácnosti na přítomnost zplodin hoření požáru a zvyšují tak šanci na včasný únik před zplodinami hoření nebo uhašení vzniknuvšího požáru. Tyto musejí být v pravidelných intervalech 1x měsíčně nebo 1x pololetně, v závislosti na tom, zda jsou centralizovány nebo nikoliv, kontrolovány. Pro případ požáru je vhodné vybavit domácnost také přenosným hasicím přístrojem či hasicím sprejem. Pro omezení šíření požárů je vhodné nechat namontovat protipožární dveře, u kterých je vhodné sledovat především požární odolnost udávanou v minutách a kouřotěsnost.